# Patty Bouvier
Patty Bouvier er i The Simpsons-universet tvillingesøster til Selma Bouvier og Marge Simpson. Patty er lesbisk og i et afsnit gifter hun med en kvinde, der imidlertid viser sig at være en mand, der havde forklædt sig, da han var forelsket i hende. Hun er, ligesom Selma, kæderyger, og fanatisk fan af tv-serien MacGyver og skuespilleren Richard Dean Anderson, som spiller hovedrollen i serien.